# Shannon Crawford
Shannon Crawford (ur. 12 września 1963 w Guelph) – kanadyjska wioślarka. Złota medalistka olimpijska z Barcelony.
Zawody w 1992 były jej jedynymi igrzyskami olimpijskimi. Wspólnie z koleżankami triumfowała w ósemce. W czwórce bez sternika była trzecia na mistrzostwach świata w 1993.